# Liste der Naturdenkmale in Rotenburg (Wümme)
Die Liste der Naturdenkmale in Rotenburg (Wümme) nennt die Naturdenkmale in Rotenburg (Wümme) im Landkreis Rotenburg (Wümme) in Niedersachsen. 

## Naturdenkmale
Seit dem 16. Mai 2019 sind in Rotenburg (Wümme) diese Naturdenkmale verordnet.
| Bild            | Bezeichnung                                         | Ort, Lage                                           | Beschreibung | Schutzzweck | Nummer |
| --------------- | --------------------------------------------------- | --------------------------------------------------- | --- | ----------- | ------ |
| Fotos hochladen | „Geistereiche“ in der Ahe                           | (53° 6′ 27,2″ N, 9° 23′ 7,7″ O)                     | Eichenruine mit einem vitalen Starkast.                                                                              |             | 2      |
| Fotos hochladen | Drillingseiche in Mulmshorn                         | Mulmshorn (53° 10′ 30,2″ N, 9° 17′ 34,9″ O)         | Dreistämmige Stiel-Eiche, deren einer Stamm etwas isolierter steht und deren Zweige zum Teil bis zum Boden ragen.    |             | 10     |
| Fotos hochladen | Stiel-Eiche in Mulmshorn                            | Mulmshorn (53° 10′ 38,8″ N, 9° 17′ 26″ O)           | Hoch gewachsene, kugelförmige Stiel-Eiche mit einem Stammdurchmesser von 1,5 m.                                      |             | 11     |
| Fotos hochladen | Eiche an der Weiche                                 | Rotenburg (53° 8′ 13,2″ N, 9° 23′ 22,8″ O)          | Eichenskelett einer Stiel-Eiche, welches nur noch im oberen Kronenbereich lebende Äste mit Blättern besitzt.         |             | 12     |
| BW              | Neun Buchen hinter dem Forsthaus Luhne              | Rotenburg (53° 8′ 23,8″ N, 9° 21′ 29,2″ O)          | Gruppe aus neun Rot-Buchen an einem Waldrand, an dem ehemals 30 alte Rot-Buchen standen.                             |             | 13     |
| Fotos hochladen | Massive Eiche auf der Domäne Luhne                  | Rotenburg (53° 8′ 10,7″ N, 9° 21′ 46,4″ O)          | Kugelförmige Stiel-Eiche mit tiefer Astschleppe, einem Stammdurchmesser von knapp 2 m und einem Zwiesel in 4 m Höhe. |             | 14     |
| Fotos hochladen | Stiel-Eiche auf dem Franzosenfriedhof bei Waffensen | Rotenburg Waffensen (53° 7′ 6,3″ N, 9° 18′ 12,9″ O) | Mit 30 m Kronendurchmesser sehr ausladende Stiel-Eiche.                                                              |             | 61     |
| BW              | Rot-Buche in den Wasserfuhren in Rotenburg          | Rotenburg (53° 6′ 3,6″ N, 9° 24′ 39″ O)             | Üppig entwickelte Rot-Buche innerhalb eines Waldbestandes.                                                           |             | 66     |
| BW              | Baumgruppe in der Wümmeniederung (Osterhude)        | Waffensen (53° 5′ 4,6″ N, 9° 17′ 15,1″ O)           | Baumgruppe aus überwiegend Stiel-Eichen, die größtenteils als Zwiesel gewachsen sind (>25), auf einem Hügel gelegen. |             | 75     |

## Hinweis
Im Jahr 2019 wurden die Verordnungen über zahlreiche Naturdenkmale im Landkreis aufgehoben.